# Guido V da Correggio

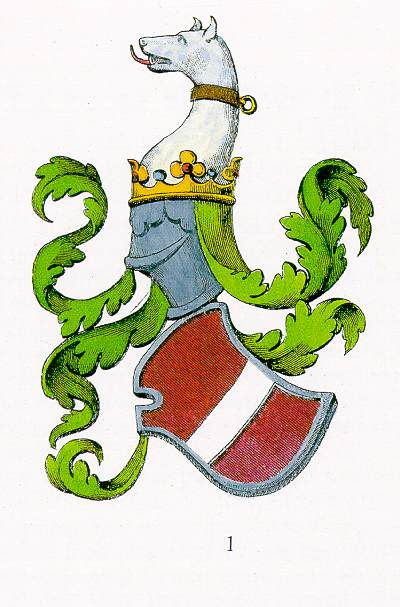
Antico stemma Da Correggio

Guido V da Correggio (... – post 1397) è stato un politico e condottiero italiano, signore di Correggio.

## Biografia
Nacque da Azzo I da Correggio, conte di Casalpò e da Luigia Gonzaga, dei signori di Mantova.
Nel 1371 strinse un patto con Bernabò Visconti per accettare le sue truppe in Correggio, Fabbrico ed altre terre, con la promessa di ricche provvigioni ed il controllo dei luoghi.
Nel 1372, grazie alle truppe milanesi, riuscì a togliere Correggio allo zio Giberto, facendo imprigionare i cugini Giovanni e Antonio.
Desideroso di governare il feudo da solo non impedì ai cugini di riorganizzarsi e, nel 1389, con l'appoggio dei milanesi, furono riammessi alla consignoria su Correggio. Nel 1390 Guido abbandonò i Visconti per allearsi con gli Scaligeri contro i signori di Milano. Nel 1397 fu alla difesa di Mantova contro i Visconti, che si vendicarono togliendo prima Casalpò in favore di Nicolò Pallavicino ed in seguito devastando il borgo.

## Discendenza
Guido sposò Violante Alidosi, figlia di Roberto Alidosi signore di Imola ed ebbero cinque figli:
- Francesco (?-1432), condottiero;
- Jacopo, conte di Casalpò;
- Beltrame;
- Beatrice, sposò Jacopino Rangoni;
- Azzo.